# Pilaria tenuipes
Pilaria tenuipes är en tvåvingeart som först beskrevs av Thomas Say 1823.  Pilaria tenuipes ingår i släktet Pilaria och familjen småharkrankar. Inga underarter finns listade i Catalogue of Life.